# Ганс Боланд
Ганс Боланд (нід. Hans Boland; 18 січня 1951, Джакарта) — нідерландський філолог-славіст і перекладач.

## Біографія
Закінчив Амстердамський університет (1972), стажувався в різні роки в СРСР, Іспанії, Англії. У 1983 у захистив докторську дисертацію, присвячену аналізу ритміки «Поеми без героя» Анни Ахматової. У 1992—1996 рр. викладав нідерландську мову та літературу в Санкт-Петербурзькому університеті.
У перекладі Боланда нідерландською мовою видано зібрання віршованих творів О. С. Пушкіна, у тому числі поеми «Мідний вершник», «Граф Нулін», «Руслан і Людмила», роман у віршах «Євгеній Онєгін», кілька віршованих томів; виступаючи з нагоди завершення Боландом цієї роботи, міністр закордонних справ Нідерландів Франс Тіммерманс підкреслив: «Це величезний подарунок для голландського читача. І це величезний подарунок для голландської мови». Крім того, у перекладах Боланда в Нідерландах вийшли книги віршів Михайла Лермонтова, Анни Ахматової, Миколи Гумільова, Євгена Рейна, Олексія Пуріна, а також роман Федора Достоєвського «Біси» (за переклад останнього Боланд в 2009 р. отримав щорічну премію нідерландського перекладацького журналу «Filter»). У періодиці публікувалися його переклади з Івана Крилова (байка «Дем'янова юшка»), Осипа Мандельштама, Варлама Шаламова, Венедикта Єрофєєва, Володимира Набокова, Тимура Кібірова, Ігоря Губермана, Бориса Рижого, а також Шандора Петефі і Константіноса Кавафіса.
«Справою життя» Боланд назвав переведення повного зібрання творів Олександра Пушкіна.
Боланд також опублікував підручник нідерландської мови для російських студентів «Goed zo!» (Спільно з Іриною Михайловою, 1998, перевидання 2005). Викладає в Амстердамському вільному університеті. У 2010 році удостоєний премії «RusPrix», що присуджується за внесок в російсько-нідерландське співробітництво.
26 серпня 2014 року Боланд отримав почесне запрошення до Росії на церемонію вручення медалі Пушкіна президентом Росії Володимиром Путіним у Кремлі. Однак визнаний перекладач і славіст відмовився прийняти нагороду. Про це він повідомив у своєму листі до Федора Вороніна, аташе з питань культури посольства Російської Федерації в Нідерландах:
|  | Вельмишановний пане Воронін, З важким серцем відповідаю на Ваше великодушне, зворушливе та надзвичайне лестиве запрошення. На превеликий жаль, я не в змозі його прийняти. Маю надію, Ви не будете дорікати мені невдячністю або непорядністю. Та я мушу бути чесним перед власним сумлінням, перед пам'яттю моїх батьків та перед Вами. Як перекладачеві майже всієї спадщини Пушкіна, напоєному його духом, осяяному його думками, мені лишається тільки бути щирим і говорити без манівців; як палкий апостол — кращих слів не знайду — Анни Ахматової, до якої плекаю безмежну пошану, я мушу бути твердим, коли того потребує істина. З превеликою вдячністю я мав би прийняти надану мені честь, якби не Ваш президент, вчинки та переконання якого я ненавиджу і зневажаю. Він є загрозою свободі та миру на нашій планеті. Дай бог, щоб його «ідеали» якнайшвидше спіткало цілковите знищення. Будь-який зв'язок між ним та мною, між його ім'ям та ім'ям Пушкіна, є огидним і нестерпним. Ще раз хочу наголосити, що ця відмова завдає мені великого болю, і я змушений так вчинити, незважаючи на повагу і вдячність, до якої Ви мене зобов'язуєте своєю прихильністю. Щиро Ваш, Ганс Боланд Амстердам 28 серпня 2014 року |

## Публікації

### Белетристика
- Mijn Russische ziel. Athenaeum — Polak & Van Gennep, 2005.
- De zachte held. Athenaeum — Polak & Van Gennep, Amsterdam, 2014.
- Le monde à l'envers / Alles anders. Uitg. Pegasus, 2015.

### Фахова література
- «Poëzie en Getal. Een analyse van Axmatova's Poèma bez geroja». Proefschrift ter verkrijging van het doctoraat in de Letteren aan de Rijksuniversiteit te Groningen (1983).
- «Gewoon op z'n Russisch». (Leergang Russisch.) Nederlandse bewerking Dr. Hans Boland. — Wolters-Noordhoff, Groningen 1993.
- «Goed zo!» I (Leergang Nederlands voor Russischtaligen), met 5 c.d.'s. Hans Boland & Irina Michajlova. — Uitg. Symposium, Sint-Petersburg, 1998. Tweede druk bij uitg. Pegasus, Amsterdam, 2005.
- «Russische zon.» (Over Poesjkin). — Bas Lubberhuizen Amsterdam 1999 (2e druk 2005).
- «Sint-Petersburg onderhuids». Een stadsgids. — Athenaeum — Polak & Van Gennep, Amsterdam 2003 (2e druk 2005).
- «Goed zo!» II (Leergang Nederlands voor Russischtaligen). Hans Boland & Irina Michajlova. — Pegasus, Amsterdam, 2004.
- «Goed zo!» Prilozjenië. — Pegasus, Amsterdam, 2004.
- «Zeer Russisch zeer». (Over Dostojevski's Duivels.) — Triade, 2008.

### Переклади
- Anna Achmatova. «In andermans handen». Gedichten. — Meulenhoff, Amsterdam 1981 (4e druk 1985).
- Anna Achmatova. «Epos zonder held». Vertaald en ingeleid door Hans Boland. — Meulenhoff, Amsterdam 1983.
- Nikolaj Goemiljov. «De giraffe. Keuze», vertaling en inleiding Hans Boland. — Meulenhoff, Amsterdam 1985.
- Anna Achmatova. «Vlucht van de tijd». Gedichten en herinneringen. Samenstelling en vertaling Hans Boland. — Meulenhoff, Amsterdam 1989.
- Alexandr Poesjkin. «De Bronzen Ruiter». (Met geluidsband.) — Papieren Tijger, Breda 1992.
- Michail Lermontov. «De held van onze tijd». — Historische Uitgeverij Groningen, Groningen 1994 (In 2007 herverschenen bij Bright Lights / Maarten Muntinga, Amsterdam.)
- Jevgeni Rijn. «Spiegelduister». (Met een voorwoord van Joseph Brodsky). — Papieren Tijger, Breda 1995.
- Alexandr Poesjkin. «Graaf Nullin». — Novi Gorod, Sint-Petersburg 1996.
- Alexandr Poesjkin. «Roeslan en Ljoedmila». (Met een voorwoord van Joeri Lotman.) — Papieren Tijger, Breda 1996.
- Alexandr Poesjkin. «Drie vrolijke vertellingen». — Papieren Tijger, Breda 1997.
- Anna Achmatova. «Maar mijn liefde voor jou maakte me machteloos». De mooiste liefdesgedichten. — Bert Bakker Amsterdam 1999.
- Alexandr Poesjkin. «De novellen in verzen». — Papieren Tijger Breda 1999.
- Alexej Poerin. «De goudvink». Gedichten. — Wagner & Van Santen, Sliedrecht, 2001.
- Alexandr Poesjkin. «Vroege lyriek». — Papieren Tijger Breda 2002.
- Alexandr Poesjkin. «Lyriek in ballingschap». — Papieren Tijger, Breda, 2005.
- Anna Achmatova. «Data om nooit te vergeten». Samengesteld en vertaald door Hans Boland. — Meulenhoff, Amsterdam, 2006.
- Alexandr Poesjkin. «Late lyriek». — Papieren Tijger, Breda, 2007.
- «De Mozart van Poesjkin». Twee ‘Kleine tragediën’ van Alexandr Poesjkin. Ingeleid en vertaald door Hans Boland. — Papieren Tijger, Breda, 2007.
- Anna Achmatova. «Sneeuwstorm, noodlot, lied». Vertaald, samengesteld en geannoteerd door Hans Boland. — Meulenhoff, Amsterdam, 2007.
- F. M. Dostojevski. «Duivels». Vertaald, toegelicht en van een nawoord voorzien door Hans Boland. — Athenaeum — Polak & van Gennep, Amsterdam 2008.
- Alexandr Poesjkin. «Jevgeni Onegin». — Papieren Tijger, Breda, 2010.
- Alexandr Poesjkin. «Jevgeni Onegin» (Luisterboek met 3 cd's), voorgelezen door Hans Boland. — Rubinstein, Amsterdam, 2010.
- Vsevolod Garsjin. «De beren en andere verhalen». — Athenaeum — Polak & Van Gennep, 2011.
- Alexandr Poesjkin. «Drama en sprookjes». — Papieren Tijger, Breda, 2011.
- Alexandr Poesjkin. «Jevgeni Onegin». Vertaling en nawoord van Hans Boland. — Athenaeum — Polak & Van Gennep, Amsterdam 2012.
- Alexandr Poesjkin. «Literair proza». — Papieren Tijger, Breda, 2013.
- Lev Tolstoi: «Wat is kunst?» — Athenaeum — Polak & Van Gennep, Amsterdam, 2013.
- Alexandr Poesjkin. «Historisch en autobiografisch proza». — Papieren Tijger, Breda, 2014.

## Українські переклади творів Боланда
- Ганс Боланд. «Моя російська душа». — К.: Видавництво Жупанського. — 2015. — 144 с. Переклав Ярослав Довгополий.